# Friedrich Hermann Hund
Friedrich Hermann Hund (4 febrer 1896, Karlsruhe, Imperi Alemany — 31 març 1997, Karlsruhe, Alemanya) fou un destacat físic alemany conegut pel seu treball en l'estructura electrònica d'àtoms i molècules. Ajudà a introduir el mètode d'ús d'orbitals moleculars per determinar l'estructura electrònica de les molècules i la formació de l'enllaç químic.